# Metro de Pekín
Metro de Pekín (en chino, 北京地铁; pinyin, Běijīng Dìtiě) es el sistema de transporte ferroviario metropolitano en la capital de la República Popular de China, la ciudad de Pekín. En 2025 cuenta con 879 km de longitud, 29 líneas en total, lo que lo convierte en el servicio de metro más extenso del mundo. Da servicio a aproximadamente 8,5 millones de personas diariamente. Es administrado por la empresa pública Beijing City Underground Railway Company.

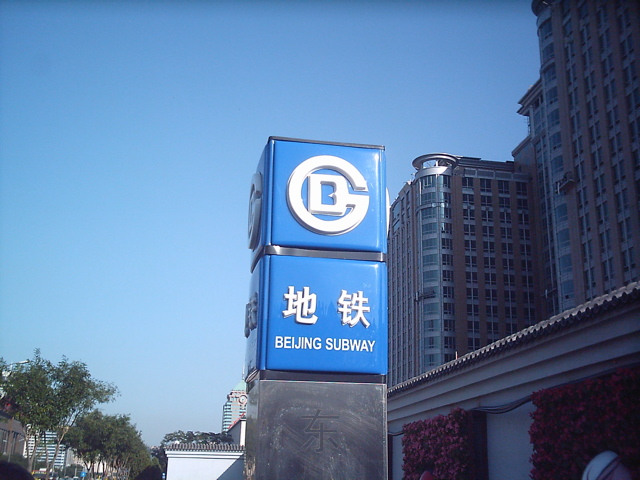
Logotipo del metro de Pekín.

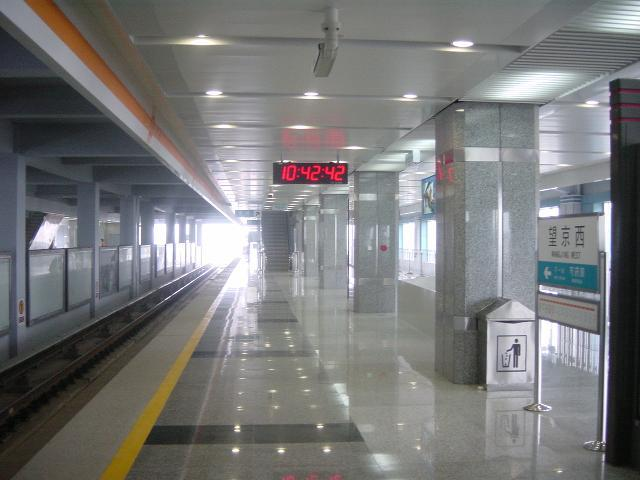
Estación Wangjingxi.

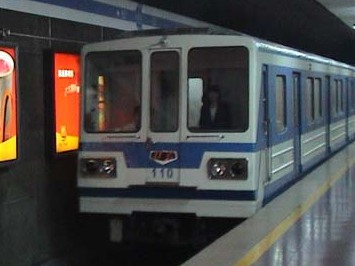
Estación de la línea 2.

## Historia
El metro de Pekín fue el primero en China, su construcción comenzó en 1965. La construcción de este primer trayecto se completó el 1 de octubre de 1969, más de un año antes de la apertura de la parte entre la Estación Central y Gongzhufen el 15 de enero de 1971. La línea se prolongó a Yuquan Lu al oeste el 5 de agosto del mismo año, a Gucheng el 7 de noviembre del mismo año, y a Pingguoyuan el 23 de abril de 1973. El trayecto correspondía a la actual parte occidental de la línea 1 y la parte sur de la línea 2. El metro únicamente podía ser usado en ese entonces por los empleados públicos con referencia; solo a partir del 15 de septiembre de 1981, diez años después, fue abierto al público general.
El 20 de septiembre de 1984 fue abierta la parte del segundo trayecto entre Fuxingmen y Jianguomen, que formaba la parte del norte de la línea 2. El 28 de diciembre de 1987, se dividió la parte del primer proyecto, y se formaron las dos líneas, la línea 1 (de Fuxingmen a Pingguoyuan, dirección oriente-occidente, que sea formada por la parte occidental del primer proyecto de Pingguoyuan a Nanlishi Lu y la nueva estación terminal de Fuxingmen) y la línea 2 (entonces línea circular, formada por la parte orientales desde Changchun Jie hasta Estación Central y el segundo proyecto).  
El 12 de diciembre de 1992 se amplió la línea 1 hacia el oriente, de Fuxingmen a Xidan. Una nueva línea llamada línea Fuba entre Tian'anmenxi y Sihuidong se abrió el 28 de septiembre de 1999. La parte entre Xidan y Tian'anmenxi fue abierta el 28 de junio de 2000, que se reunieron las dos líneas a la unitaria línea 1. 
Una nueva línea, la 13, fue abierta el 28 de septiembre de 2002, de Xizhimen a Huoying (su parte occidental), y el 28 de enero de 2003 completada su parte oriental, de Houying a Dongzhimen.
La línea Batong, que es una prolongación de la línea 1 hacia el sudeste, fue inaugurada el 27 de diciembre de 2003, entre Sihui y Tuqiao. Esta línea conecta el centro de la ciudad y el distrito Tongzhou. La operación de las líneas 1 y Batong fue separada hasta 2021.
La línea 5, que es la primera que conecta el norte con el sur de la ciudad, fue puesta en funcionamiento el 7 de octubre de 2007, entre Tiantongyuanbei y Songjiazhuang.
El 19 de julio de 2008, un par de semanas antes del inicio de los XXIX Juegos Olímpicos, se abrió al público tres nuevas líneas, la 8 entre Beitucheng y Puerta del Sur del Parque Forestal, que pasan por el Estadio Olímpico y el Parque Olímpico, la 10, que va de Bagou a Jingsong, con una longitud de 24,6 km y 22 estaciones, y la línea Capital Airport Express (entonces Airport Express), de Dongzhimen a Terminal 2 y Terminal 3 del Aeropuerto Internacional de Pekín-Capital.
El 28 de septiembre de 2009, unos días antes del 60.º aniversario de la República Popular China, se abrió la línea 4, que conecta Anheqiaobei en el norte con Gongyi Xiqiao en el sur. Es la segunda línea con la dirección norte-sur después de la línea 5, que pasa por Palacio de Verano, Parque Yuanmingyuan, Zhongguancun las Universidades de Pekín y Renmin, Biblioteca Nacional de China, Zoológico de Pekín, Xidan y Estación del Sur de Pekín. Es la primera línea con el operador de Beijing MTR, una empresa conjunta constituida por Beijing Capital Group (49%), Beijing Infrastructure Investment Company (2%), y MTR Corporation de Hong Kong (49%). 
El 30 de diciembre de 2010, se inauguraron el primer trayecto de la línea 15, de Wangjingxi a Houshayu, el primer proyecto de la línea Changping, entre Xi'erqi y Nanshao, que pasa por el Parque Universitario de Shahe, la línea Fangshan, la primera línea del distrito Fangshan, la línea Daxing, técnicamente la extensión de la línea 4, de Xingong a Tiangongyuan, que conecta los distritos Fengtai y Daxing, y la línea Yizhuang.

## Líneas
En agosto de 2008, con motivo de los Juegos Olímpicos, el metro de Pekín contaba con 201 kilómetros de longitud, ocho líneas y un total de 123 estaciones. 
En septiembre de 2009 se puso en servicio la línea 4, el número de estaciones ascendió a 153, con un total de 229.2 kilómetros.
Véanse actualización y más detalles en la sección Lines in Operation, del artículo Beijing Subway de Wikipedia en inglés.
El 28 de diciembre de 2012 se terminaron trabajos de extensión de 3 líneas del metro (8,9,10) y la construcción de la nueva línea 6.
| Línea                   | Trayecto                                          | Inauguración | Longitud (km) | Estaciones |
| ----------------------- | ------------------------------------------------- | ------------ | ------------- | ---------- |
| 1 y Batong              | Gucheng- Universal Resort                         | 1971         | 54,4          | 35         |
| 2                       | Xizhimen – Jishuitan (línea circular)             | 1971         | 23,1          | 18         |
| 4 y Daxing              | Anheqiaobei – Tiangongyuan                        | 2009         | 49,4          | 35         |
| 5                       | Tiantongyuanbei - Songjiazhuang                   | 2007         | 27,6          | 23         |
| 6                       | Jin'anqiao - Lucheng                              | 2012         | 53,4          | 33         |
| 7                       | Estación del Oeste de Pekín - Universal Resort    | 2014         | 40,3          | 30         |
| 8                       | Zhuxinzhuang – Yinghai                            | 2008         | 49,5          | 34         |
| 9                       | Biblioteca Nacional - Guogongzhuang               | 2011         | 16,5          | 13         |
| 10                      | Bagou - Huoqiying (línea circular)                | 2008         | 57,1          | 45         |
| 11                      | Jin'anqiao - Parque Shougang                      | 2021         | 1,54          | 3          |
| 13                      | Xizhimen - Dongzhimen                             | 2002         | 40,9          | 17         |
| 14                      | Zhangguozhuang – Shangezhuang                     | 2013         | 47,3          | 33         |
| 15                      | Qinghua Donglu Xikou – Fengbo                     | 2010         | 41,4          | 20         |
| 16                      | Bei'anhe – Yushuzhuang                            | 2016         | 45,5          | 26         |
| 17                      | Shilihe – Jiahuihu                                | 2021         | 15,8          | 7          |
| 19                      | Mudanyuan – Xingong                               | 2021         | 20,9          | 10         |
| Yizhuang                | Songjiazhuang – Estación Yizhuang                 | 2010         | 23,2          | 14         |
| Fangshan                | Dongguantounan – Yancundong                       | 2010         | 31,8          | 16         |
| Yanfang                 | Yancundong – Yanshan                              | 2017         | 14,4          | 9          |
| S1 (Maglev)             | Pingguoyuan – Shichang                            | 2017         | 10,2          | 8          |
| Changping               | Changping Xishankou – Xitucheng                   | 2010         | 43,5          | 18         |
| Capital Airport Express | Beixinqiao – Terminal 3 – Terminal 2 – Beixinqiao | 2008         | 30,0          | 5          |
| Daxing Airport Express  | Caoqiao – Aeropuerto Daxing                       | 2019         | 41,36         | 3          |
| Xijiao (Tranvía)        | Bagou – Fragrant Hills                            | 2017         | 9             | 6          |
| Yizhuang T1 (Tranvía)   | Quzhuang – Dinghaiyuan                            | 2020         | 11,9          | 14         |

## Lista de estaciones

### Líneas 1 y Batong
- Fushouling (No abierta)
- Pingguoyuan (Cerrada)
- Gucheng
- Parque de Atracciones de Bajiao / Bajiao Amusement Park
- Babaoshan
- Yuquan Lu
- Wukesong
- Wanshou Lu
- Gongzhufen (Correspondencia a la línea 10)
- Museo Militar / Military Museum (Correspondencia a la línea 9)
- Muxidi (Correspondencia a la línea 16, fuera del sistema)
- Nanlishi Lu
- Fuxingmen (Correspondencia a la línea 2, y la estación Taipingqiao de la línea 19 fuera del sistema)
- Xidan (Correspondencia a la línea 4)
- Tian'anmenxi
- Tian'anmendong
- Wangfujing (Correspondencia a la línea 8)
- Dongdan
- Jianguomen (Correspondencia a la línea 2)
- Yong'anli
- Guomao (Correspondencia a la línea 10)
- Dawang Lu (Correspondencia a la línea 14)
- Sihui
- Sihuidong
- Gaobeidian
- Universidad de Comunicación de China / Communication Univ. of China
- Shuangqiao
- Guaanzhuang
- Baliqiao
- Tongzhou Beiyuan
- Guoyuan
- Jiukeshu
- Liyuan
- Linheli
- Tuqiao
- Huazhuang (Correspondencia a la línea 7)
- Universal Resort (Correspondencia a la línea 7)

### Línea 2
- Xizhimen (Correspondencia a las líneas 4 y 13 y la línea Huairou-Miyun de BCR y trenes de la estación del Norte de Pekín)
- Chegongzhuang (Correspondencia a la línea 6)
- Fuchengmen
- Fuxingmen (Correspondencia a la línea 1, y la estación Taipingqiao de la línea 19, fuera del sistema)
- Changchun Jie
- Xuanwumen (Correspondencia a la línea 4)
- Hepingmen
- Qianmen (Correspondencia a la línea 8)
- Chongwenmen (Correspondencia a la línea 5)
- Estación Central de Pekín / Beijing Railway Station (Correspondencia a la línea Subcentral de BCR y trenes de la estación Central de Pekín)
- Jianguomen (Correspondencia a la línea 1)
- Chaoyangmen (Correspondencia a la línea 6)
- Dongsi Shitiao
- Dongzhimen (Correspondencia a las líneas 13, y Capital Airport Express fuera del sistema)
- Templo Lamaísta de Yonghe / Yonghegong Lama Temple (Correspondencia a la línea 5)
- Andingmen
- Gulou Dajie (Correspondencia a la línea 8)
- Jishuitan (Correspondencia a la línea 19)

### Líneas 4 y Daxing
- Anheqiaobei
- Beigongmen
- Xiyuan (Correspondencia a la línea 16)
- Parque Yuanmingyuan
- Puerta del Este de la Universidad de Pekín / Peking Univ. East Gate
- Zhougguancun
- Haidian Huangzhuang (Correspondencia a la línea 10)
- Universidad Renmin / Renmin Univ.
- Weigongcun
- Biblioteca Nacional / National Library (Correspondencia a las líneas 9 y 16)
- Zoológico de Pekín / Beijing Zoo
- Xizhimen (Correspondencia a las líneas 2 y 13 y línea Huairou-Miyun del BCR y trenes de la estación del Norte de Pekín)
- Xinjiekou
- Ping'anli (Correspondencia a las líneas 6 y 19)
- Xisi
- Lingjing Hutong
- Xidan (Correspondencia a la línea 1)
- Xuanwumen (Correspondencia a la línea 2)
- Caishikou (Correspondencia a la línea 7)
- Taoranting
- Estación del Sur de Pekín / Beijing South Railway Station (Correspondencia a la línea 14 y trenes de la estación del Sur de Pekín)
- Majiapu
- Jiaomenxi (Correspondencia a la línea 10)
- Gongyi Xiqiao
- Xingong (Correspondencia a la línea 19)
- Xihongmen
- Gaomidianbei
- Gaomidiannan
- Zaoyuan
- Qingyuan Lu
- Huangcun Xidajie
- Estación Huangcun / Huangcun Railway Station (Correspondencia a trenes de las estaciónes Huangcun y Beijing Daxing)
- Yihezhuang
- Base Biomédica / Biomedical Base
- Tiangongyuan

### Línea 5
- Tiantongyuanbei
- Tiantongyuan
- Tiantongyuannan
- Lishuiqiao (Correspondencia a la línea 13)
- Lishuiqiaonan
- Beiyuanlubei
- Datunludong (Correspondencia a la línea 15)
- Huixin Xijie Beikou
- Huixin Xijie Nankou (Correspondencia a la línea 10)
- Heping Xiqiao
- Hepingli Beijie
- Templo Lamaísta de Yonghe / Yonghegong Lama Temple (Correspondencia a la línea 2)
- Beixinqiao (Correspondencia a la línea de Capital Airport Express, fuera del sistema)
- Zhangzizhong Lu
- Dongsi (Correspondencia a la línea 6)
- Dengshikou
- Dongdan (Correspondencia a la línea 1)
- Chongwenmen (Correspondencia a la línea 2)
- Ciqikou (Correspondencia a la línea 7)
- Puerta del Este del Templo del Cielo / Temple of Heaven East Gate
- Puhuangyu (Correspondencia a la línea 14)
- Liujiayao
- Songjiazhuang (Correspondencia a las líneas 10 y Yizhuang)

### Línea 6
- Jin'anqiao (Correspondencia a las líneas 11 y S1)
- Pingguoyuan (Correspondencia a la línea S1)
- Yangzhuang
- Xihuangcun
- Liaogongzhuang
- Tiancun
- Haidian Wuluju
- Cishousi (Correspondencia a la línea 10)
- Huayuanqiao
- Baishiqiaonan (Correspondencia a la línea 9)
- Erligou (Correspondencia a la línea 16)
- Chegongzhuangxi
- Chegongzhuang (Correspondencia a la línea 2)
- Ping'anli (Correspondencia a las líneas 4 y 19)
- Beihaibei
- Nanluogu Xiang (Correspondencia a la línea 8)
- Dongsi (Correspondencia a la línea 5)
- Chaoyangmen (Correspondencia a la línea 2)
- Dongdaqiao
- Hujialou (Correspondencia a la línea 10)
- Jintai Lu (Correspondencia a la línea 14)
- Shilipu
- Qingnian Lu
- Dalianpo
- Huangqu
- Changying
- Caofang
- Wuzi Xueyuan Lu
- Tongzhou Beiguan
- Tongyunmen (No abierta)
- Beiyunhexi
- Beiyunhedong
- Haojiafu
- Dongxiayuan
- Lucheng

### Línea 7
- Estación del Oeste de Pekín / Beijing West Railway Station (Correspondencia a la línea 9 y la línea Subcentral de BCR y trenes de la estación del Oeste de Pekín)
- Wanzi
- Daguanying (Correspondencia a la línea 16)
- Guang'anmennei (Correspondencia a la estación Niujie de la línea 19, fuera del sistema)
- Caishikou (Correspondencia a la línea 4)
- Hufangqiao
- Zhushikou (Correspondencia a la línea 8)
- Qiaowan
- Ciqikou (Correspondencia a la línea 5)
- Guangqumennei
- Guangqumenwai
- Shuangjing (Correspondencia a la línea 10)
- Jiulongshan (Correspondencia a la línea 14)
- Dajiaoting
- Baiziwan
- Huagong
- Nanlouzizhuang
- Valle Feliz / Happy Valley
- Fatou
- Shuanghe
- Jiaohuachang
- Huangchang
- Langxinzhuang
- Heizhuanghu
- Wanshengxi
- Wanshengdong
- Qunfang
- Gaoloujin
- Huazhuang (Correspondencia a la línea Batong)
- Universal Resort (Correspondencia a la línea Batong)

### Línea 8
- Zhuxinzhuang (Correspondencia a la línea Changping)
- Yuzhi Lu
- Pingxifu
- Huilongguan Dongdajie
- Huoying (Correspondencia a la línea 13 y la línea S2 de BCR de la estación Huangtudian)
- Yuxin
- Xixiaokou
- Yongtaizhuang
- Lincuiqiao
- Puerta del Sur del Parque Forestal / Forest Park South Gate
- Parque Olímpico / Olympic Park (Correspondencia a la línea 15)
- Centro Deportivo Olímpico / Olympic Sports Center
- Beitucheng (Correspondencia a la línea 10)
- Anhuaqiao
- Andeli Beijie
- Gulou Dajie (Correspondencia a la línea 2)
- Shichahai
- Nanluogu Xiang (Correspondencia a la línea 6)
- Museo Nacional de Arte / National Art Museum
- Jinyu Hutong
- Wangfujing (Correspondencia a la línea 1)
- Qianmen (Correspondencia a la línea 2)
- Zhushikou (Correspondencia a la línea 7)
- Tianqiao
- Yongdingmenwai (Correspondencia a la línea 14)
- Muxiyuan
- Haihutun
- Dahongmen (No abierta)
- Dahongmennan
- Heyi
- Donggaodi
- Huojian Wanyuan
- Wufutang
- Demao
- Yinghai

### Línea 9
- Biblioteca Nacional / National Library (Correspondencia a las líneas 4 y 16)
- Baishiqiaonan (Correspondencia a la línea 6)
- Baiduizi
- Museo Militar / Military Museum (Correspondencia a la línea 1)
- Estación del Oeste de Pekín / Beijing West Railway Station (Correspondencia a la línea 9 y la línea Subcentral de BCR y trenes de la estación del Oeste de Pekín)
- Liuliqiaodong
- Liuliqiao (Correspondencia a la línea 10)
- Qilizhuang (Correspondencia a la línea 14)
- Fengtai Dongdajie
- Fengtai Nanlu
- Keyi Lu
- Parque de Ciencia de Fengtai / Fengtai Science Park
- Guogongzhuang (Correspondencia a la línea Fangshan)

### Línea 10
- Bagou (Correspondencia a la línea Xijiao de tranvía, fuera del sistema)
- Suzhou Jie
- Haidian Huangzhuang (Correspondencia a la línea 4)
- Zhichun Li
- Zhichun Lu (Correspondencia a la línea 13)
- Xitucheng (Correspondencia a la línea Changping)
- Mudanyuan (Correspondencia a la línea 19)
- Jiandemen
- Beitucheng (Correspondencia a la línea 8)
- Anzhenmen
- Huixin Xijie Nankou (Correspondencia a la línea 5)
- Shaoyaoju (Correspondencia a la línea 13)
- Taiyanggong
- Sanyuanqiao (Correspondencia a la línea de Capital Airport Express, fuera del sistema)
- Liangmaqiao
- Centro de Exposiciones Agrícolas / Agricultural Exhibition Center
- Tuanjiehu
- Hujialou (Correspondencia a la línea 6)
- Jintai Xizhao
- Guomao (Correspondencia a la línea 1)
- Shuangjing (Correspondencia a la línea 7)
- Jingsong
- Panjiayuan
- Shilihe (Correspondencia a las líneas 14 y 17)
- Fenzhongsi
- Chengshousi
- Songjiazhuang (Correspondencia a las líneas 5 y Yizhuang)
- Shiliuzhuang
- Dahongmen
- Jiaomendong
- Jiaomenxi (Correspondencia a la línea 4)
- Caoqiao (Correspondencia a las líneas 19, y Daxing Airport Express fuera del sistema)
- Jijiamiao
- Universidad Capital de Economía y Negocios / Capital Univ. of Economics & Business (Correspondencia a la línea Fangshan)
- Estación Fengtai / Fengtai Railway Station (Correspondencia a la línea 16, y la estación Beijing Fengtai)
- Niwa
- Xiju (Correspondencia a la línea 14)
- Liuliqiao (Correspondencia a la línea 9)
- Lianhuaqiao
- Gongzhufen (Correspondencia a la línea 1)
- Xidiaoyutai
- Cishousi (Correspondencia a la línea 6)
- Chedaogou
- Changchunqiao
- Huoqiying

### Línea 11
- Moshikou (No abierta)
- Jin'anqiao (Correspondencia a las líneas 6 y S1)
- Beixin'an
- Parque Shougang / Shougang Park

### Línea 13
- Xizhimen (Correspondencia a las líneas 2 y 4 y línea Huairou-Miyun del BCR y trenes de la estación del Norte de Pekín)
- Dazhongsi
- Zhichun Lu (Correspondencia a la línea 10)
- Wudaokou
- Shangdi
- Estación Qinghe / Qinghe Railway Station (Correspondencia a la línea Changping y línea Huairou-Miyun del BCR y trenes de la estación Qinghe)
- Xi'erqi (Correspondencia a la línea Changping)
- Longze
- Huilongguan
- Huoying (Correspondencia a la línea 8 y la línea S2 de BCR de la estación Huangtudian)
- Lishuiqiao (Correspondencia a la línea 5)
- Beiyuan
- Wangjingxi (Correspondencia a la línea 15)
- Shaoyaoju (Correspondencia a la línea 10)
- Guangximen
- Liufang
- Dongzhimen (Correspondencia a las líneas 2, y Capital Airport Express fuera del sistema)

### Línea 14
- Zhangguozhuang
- Parque de Expo de Jardín / Garden Expo Park
- Dawayao
- Guozhuangzi
- Dajing
- Qilizhuang (Correspondencia a la línea 9)
- Xiju (Correspondencia a la línea 10)
- Dongguantou
- Distrito de Negocios de Lize / Lize Shangwuqu
- Caihuying
- Xitieying
- Jingfengmen (Correspondencia a la línea 19)
- Estación del Sur de Pekín / Beijing South Railway Station (Correspondencia a la línea 4 y trenes de la estación del Sur de Pekín)
- Taoranqiao (Cerrada)
- Yongdingmenwai (Correspondencia a la línea 8)
- Jingtai
- Puhuangyu (Correspondencia a la línea 5)
- Fangzhuang
- Shilihe (Correspondencia a las líneas 10 y 17)
- Puerta del Oeste de la Universidad de Tecnología de Pekín / Beijing Univ. of Tech. West Gate
- Pingleyuan
- Jiulongshan (Correspondencia a la línea 7)
- Dawang Lu (Correspondencia a la línea 1)
- Hongmiao (No abierta)
- Jintai Lu (Correspondencia a la línea 6)
- Parque Chaoyang / Chaoyang Park
- Zaoying
- Dongfeng Beiqiao
- Jiangtai
- Gaojiayuan (No abierta)
- Wangjingnan
- Futong
- Wangjing (Correspondencia a la línea 15)
- Donghuqu
- Laiguangying
- Shangezhuang

### Línea 15
- Qinghua Donglu Xikou
- Liudaokou (Correspondencia a la línea Changping)
- Beishatan
- Parque Olímpico (Correspondencia a la línea 8)
- Anli Lu
- Datunludong (Correspondencia a la línea 5)
- Guanzhuang
- Wangjingxi (Correspondencia a la línea 13)
- Wangjing (Correspondencia a la línea 14)
- Wangjingdong
- Cuigezhuang
- Maquanying
- Sunhe
- Centro Internacional de Exposiciones de China / China Int'l Exhibition Center
- Hualikan
- Houshayu
- Nanfaxin
- Shimen
- Shunyi
- Fengbo

### Línea 16
- Bei'anhe
- Wenyang Lu
- Daoxianghu Lu
- Tundian
- Yongfeng
- Yongfengnan
- Xibeiwang
- Malianwa
- Nongda Nanlu
- Xiyuan (Correspondencia a la línea 4)
- Wanquanheqiao
- Suzhou Jie (No abierta)
- Suzhouqiao
- Wanshousi
- Biblioteca Nacional / National Library (Correspondencia a las líneas 4 y 9)
- Erligou (Correspondencia a la línea 6)
- Ganjiakou
- Puerta del Este del Parque Yuyuantan / Yuyuantan Park East Gate
- Muxidi (Correspondencia a la línea 1, fuera del sistema)
- Daguanying (Correspondencia a la línea 7)
- Honglian Nanlu
- Distrito de Negocios de Lize / Lize Shangwuqu (No abierta)
- Dongguantounan (Correspondencia a la línea Fangshan)
- Estación Fengtai / Fengtai Railway Station (Correspondencia a la línea 10, y la estación Beijing Fengtai)
- Fengtai Nanlu (Correspondencia a la línea 9)
- Fufengqiao
- Kandan
- Yushuzhuang
- Hongtaizhuang (No abierta)
- Wanpingcheng (No abierta)

### Línea 17

#### Parte del Norte
Se inaugurará el fin de 2023.
- Ciudad de las Ciencia del Futuro del Norte / Weilai Kexuechengbei
- Ciudad de las Ciencia del Futuro / Weilai Kexuecheng
- Tiantongyuandong
- Qingheying
- Hongjunying
- Wangjingxi (Correspondencia a las líneas 13 y 15)
- Taiyanggong (Correspondencia a la línea 10)
- Xibahe (Correspondencia a la línea 12, en 2024)
- Zuojiazhuang
- Estadio de los Trabajadores / Workers' Stadium (Correspondencia a la línea 3, en 2024)

#### Parte Central
Tiempo de inauguración por determinar.
- Dongdaqiao (Correspondencia a la línea 6)
- Yong'anli (Correspondencia a la línea 1)
- Guangqumenwai (Correspondencia a la línea 7)
- Panjiayuanxi

#### Parte del Sur
Se inauguró el 2021.
- Shilihe (Correspondencia a las líneas 10 y 14)
- Zhoujiazhuang
- Shibalidian
- Beishenshu
- Ciqubei
- Ciqu (Correspondencia a la línea Yizhuang)
- Jiahuihu

### Línea 19
- Mudanyuan (Correspondencia a la línea 10)
- Beitaipingzhuang (Correspondencia a la línea 12, en 2024)
- Jishuitan (Correspondencia a la línea 2)
- Ping'anli (Correspondencia a las líneas 4 y 6)
- Taipingqiao (Correspondencia a la estación Fuxingmen de las líneas 1 y 2, fuera del sistema)
- Niujie (Correspondencia a la estación Guang'anmennei de la línea 7, fuera del sistema)
- Jingfengmen (Correspondencia a la línea 14)
- Caoqiao (Correspondencia a las líneas 10, y Daxing Airport Express fuera del sistema)
- Xinfadi
- Xingong (Correspondencia a la línea Daxing)

### Línea Changping
- Changping Xishankou
- Tumbas Ming / Ming Tombs
- Changping
- Changping Dongguan
- Beishaowa
- Nanshao
- Parque Universitario de Shahe / Shahe Univ. Park
- Shahe
- Gonghuacheng
- Zhuxinzhuang (Correspondencia a la línea 8)
- Parque de Ciencias de la Vida / Life Science Park
- Xi'erqi (Correspondencia a la línea 13)
- Estación Qinghe / Qinghe Railway Station (Correspondencia a la línea Changping y línea Huairou-Miyun del BCR y trenes de la estación Qinghe)
- Zhufangbei (No abierta)
- Qinghe Xiaoyingqiao
- Xuezhiyuan
- Liudaokou (Correspondencia a la línea 15)
- Xueyuanqiao
- Xitucheng (Correspondencia a la línea 10)
- Jimenqiao (No abierta)

### Línea Fangshan
- Dongguantounan
- Universidad Capital de Economía y Negocios / Capital Univ. of Economics & Business (Correspondencia a la línea 10)
- Huaxiang Dongqiao
- Baipenyao
- Guogongzhuang (Correspondencia a la línea 9)
- Dabaotai
- Daotian
- Changyang
- Libafang
- Guangyangcheng
- Pueblo Universitario de Liangxiang del Norte / Liangxiang Univ. Town North
- Pueblo Universitario de Liangxiang / Liangxiang Univ. Town
- Pueblo Universitario de Liangxiang del Oeste / Liangxiang Univ. Town West
- Liangxiang Nanguan
- Suzhuang
- Yancundong (Correspondencia a la línea Yanfang)

### Línea Yanfang
- Yancundong (Correspondencia a la línea Fangshan)
- Zicaowu
- Yancun
- Xingcheng
- Dashihedong
- Magezhuang
- Raolefu
- Fangshanchengguan
- Yanshan

### Línea Yizhuang
- Songjiazhuang (Correspondencia a las líneas 5 y 10)
- Xiaocun
- Xiaohongmen
- Jiugong
- Yizhuangqiao
- Parque Cultural de Yizhuang
- Wanyuan Jie
- Rongjing Dongjie
- Rongchang Dongjie (Correspondencia a la línea Yizhuang T1 de tranvía, fuera del sistema)
- Tongji Nanlu
- Jinghan Lu
- Ciqunan
- Ciqu (Correspondencia a la línea 17)
- Estación Yizhuang / Yizhuang Railway Station

### Línea S1
- Pingguoyuan (Correspondencia a la línea 6)
- Jin'anqiao (Correspondencia a las líneas 6 y 11)
- Sidaoqiao
- Qiaohuying
- Shang'an
- Liyuanzhuang
- Xiaoyuan
- Shichang

### Línea Xijiao de Tranvía
- Bagou (Correspondencia a la línea 10, fuera del sistema)
- Puerta del Oeste del Palacio de Verano / Summer Palace West Gate
- Chapeng
- Wan'an
- Jardín Botánico Nacional de China / China National Botanical Garden
- Fragrant Hills

### Línea Yizhuang T1 de Tranvía
- Laoguanli (No abierta)
- Quzhuang
- Rongxing Jie
- Ruihezhuang
- Taiheqiaobei
- Sihaizhuang
- Jiuhaocun
- Taihe Lu
- Lujuandong
- Yizhuang Tongren
- Rongchang Dongjie (Correspondencia a la línea Yizhuang, fuera del sistema)
- Centro Internacional de Convenciones y Exposiciones de Etrong de Pekín / Beijing Etrong Int'l Exhibition & Convention Center
- Jinghai Yilu
- Dinghaiyuanxi
- Dinghaiyuan

### Capital AirportExpress
- Beixinqiao (Correspondencia a la línea 5, fuera del sistema)
- Dongzhimen (Correspondencia a las líneas 2 y 13, fuera del sistema)
- Sanyuanqiao (Correspondencia a la línea 10, fuera del sistema)
- Terminal 3 (Correspondencia a la terminal 3 del Aeropuerto Internacional de Pekín-Capital)
- Terminal 2 (Correspondencia a las terminales 1 y 2 del Aeropuerto Internacional de Pekín-Capital)

### Daxing AirportExpress
- Caoqiao (Correspondencia a las líneas 10 y 19, fuera del sistema)
- Daxing Xincheng
- Aeropuerto Daxing / Daxing Airport (Correspondencia al Aeropuerto Internacional de Pekín-Daxing)

## Futuras ampliaciones
Según aseguró la Comisión Municipal de Transporte de Pekín, el número de líneas de metro en la capital china llegó a 19 en 2015, con una longitud total de 561 km. Si se cumplen las previsiones y los proyectos en marcha, la red podría superar los 1000 km este 2020.